# وادي تاسة
وادي تَاسَة (بالأمازيغية: ⵜⴰⵙⴰ Tasa ؛ بالإنجليزية: Tasa Valley) هو واد تونسي يسيل عبر ولايات ولاية الكاف وولاية سليانة وولاية باجة، يصب في وادي مجردة جنوب غربي مدينة بوسالم.
كلمة تَاسَة هي كلمة أمازيغية وأصلها «تاسا»، و معناها باللغة الأمازيغية «الكبد».

### مواضيع ذات علاقة
- وادي مجردة.